# نوريو سوزوكي (مستكشف)
نوريو سوزوكي (باليابانية: 鈴木紀夫؛ بالكانا: すずき のりお) هو مستكشف ياباني، ولد في 1949 في تشيبا في اليابان، وتوفي في 1986.
يذكر انه من وجد البطل الحربي هيرو أونودا بعد فشل القوات اليايبانية و الفلبينية في ايجاده.[بحاجة لمصدر]